# Samtens
Samtens – gmina w Niemczech, w kraju związkowym Meklemburgia-Pomorze Przednie, w powiecie Vorpommern-Rügen, siedziba urzędu West-Rügen.

## Toponimia
Nazwa, poświadczona po raz pierwszy w 1318 roku w formie Samtensze, ma pochodzenie słowiańskie i znaczy dosłownie „samotny”, co odnosi się do położenia miejscowości w oddaleniu od głównych traktów.